# アカネノネ
『アカネノネ』は、矢田恵梨子による日本の漫画作品。
『月刊!スピリッツ』（小学館）にて、『茜色のコンポーザー』（あかねいろのコンポーザー、Composer in Madder Red）のタイトルで2022年3月26日発売の5月号から連載を開始。2021年7月12日に発表されたスピリッツ40周年記念 連載確約漫画賞にて最終候補に残った『茜色のワンルーム』が原型となっている。同年5月26日発売の7月号まで連載。『アカネノネ』と改題して『ビッグコミックスピリッツ』に移籍し、同年7月25日発売の34号から2024年1月22日発売の8号まで連載。

## あらすじ
東京雅音楽大学に通う神崎茜音は、有名音楽プロデューサーである父・神崎仁と、「在学中にデビューできなければ父親のレコード会社で事務として働く」という約束をしていた。しかし、1年後に卒業を控えてなお、作曲コンペは最終選考止まりで、夕影名義でネットに投稿しているボカロ曲も再生回数3桁止まりだった。そんなある日、灯という歌い手が自分の曲ばかり歌ってくれていることに気づく。灯の歌声に感動した茜音は、灯にユニットを組むことを提案。卒業までの1年以内にデビューすることを決意するのだった。

## 登場人物
神崎茜音
本作の主人公。「夕影」という名称でボカロPとして活動を行う。
海原佳波
「灯」という名称で茜音の曲を歌う、三重県志摩市小王町で暮らしていた女子高生。

## 書誌情報
- 矢田恵梨子『アカネノネ』小学館〈ビッグコミックス〉、全7巻
  1. 2022年8月30日発売[6][7]、ISBN 978-4-09-861392-2
  2. 2022年11月30日発売[8]、ISBN 978-4-09-861469-1
  3. 2023年2月28日発売[9]、ISBN 978-4-09-861584-1
  4. 2023年5月30日発売[10]、ISBN 978-4-09-861704-3
  5. 2023年8月30日発売[11]、ISBN 978-4-09-862543-7
  6. 2023年12月27日発売[12]、ISBN 978-4-09-862596-3
  7. 2024年3月29日発売[13]、ISBN 978-4-09-862753-0